# Bahrains Grand Prix 2016
Bahrains Grand Prix 2016, officiellt 2016 Formula 1 Gulf Air Bahrain Grand Prix, var ett Formel 1-lopp som kördes 3 april 2016 på Bahrain International Circuit i östaten Bahrain. Det var den andra av tjugoen deltävlingar ingående i Formel 1-säsongen 2016 och kördes över 57 varv.

## Ställning i mästerskapet inför loppet
| Pos. | Förare           | Poäng |
| ---- | ---------------- | ----- |
| 1 ▬  | Nico Rosberg     | 25    |
| 2 ▬  | Lewis Hamilton   | 18    |
| 3 ▬  | Sebastian Vettel | 15    |
| 4 ▬  | Daniel Ricciardo | 12    |
| 5 ▬  | Felipe Massa     | 10    |

| Pos. | Konstruktör        | Poäng |
| ---- | ------------------ | ----- |
| 1 ▬  | Mercedes           | 43    |
| 2 ▬  | Ferrari            | 15    |
| 3 ▬  | Williams-Mercedes  | 14    |
| 4 ▬  | Red Bull-Tag Heuer | 12    |
| 5 ▬  | Haas-Ferrari       | 8     |

- Notering: Endast de fem bästa placeringarna i vardera mästerskap finns med på listorna.

## Resultat

### Kval
| Pos.                    | Nr | Förare            | Konstruktör               | Kvaltider | Kvaltider | Kvaltider | Start- grid |
| Pos.                    | Nr | Förare            | Konstruktör               | Q1        | Q2        | Q3        | Start- grid |
| ----------------------- | -- | ----------------- | ------------------------- | --------- | --------- | --------- | ----------- |
| 1                       | 44 | Lewis Hamilton    | Mercedes                  | 1:31.391  | 1:30.039  | 1:29.493  | 1           |
| 2                       | 6  | Nico Rosberg      | Mercedes                  | 1:31.325  | 1:30.535  | 1:29.570  | 2           |
| 3                       | 5  | Sebastian Vettel  | Ferrari                   | 1:31.636  | 1:30.409  | 1:30.012  | 3           |
| 4                       | 7  | Kimi Räikkönen    | Ferrari                   | 1:31.685  | 1:30.559  | 1:30.244  | 4           |
| 5                       | 3  | Daniel Ricciardo  | Red Bull Racing-TAG Heuer | 1:31.403  | 1:31.122  | 1:30.854  | 5           |
| 6                       | 77 | Valtteri Bottas   | Williams-Mercedes         | 1:31.672  | 1:30.931  | 1:31.153  | 6           |
| 7                       | 19 | Felipe Massa      | Williams-Mercedes         | 1:32.045  | 1:31.374  | 1:31.155  | 7           |
| 8                       | 27 | Nico Hülkenberg   | Force India-Mercedes      | 1:31.987  | 1:31.604  | 1:31.620  | 8           |
| 9                       | 8  | Romain Grosjean   | Haas-Ferrari              | 1:32.005  | 1:31.756  |           | 9           |
| 10                      | 33 | Max Verstappen    | Toro Rosso-Ferrari        | 1:31.888  | 1:31.772  |           | 10          |
| 11                      | 55 | Carlos Sainz, Jr. | Toro Rosso-Ferrari        | 1:31.716  | 1:31.816  |           | 11          |
| 12                      | 47 | Stoffel Vandoorne | McLaren-Honda             | 1:32.472  | 1:31.934  |           | 12          |
| 13                      | 21 | Esteban Gutiérrez | Haas-Ferrari              | 1:32.118  | 1:31.945  |           | 13          |
| 14                      | 22 | Jenson Button     | McLaren-Honda             | 1:31.976  | 1:31.998  |           | 14          |
| 15                      | 26 | Daniil Kvyat      | Red Bull Racing-TAG Heuer | 1:32.559  | 1:32.241  |           | 15          |
| 16                      | 94 | Pascal Wehrlein   | MRT-Mercedes              | 1:32.806  |           |           | 16          |
| 17                      | 9  | Marcus Ericsson   | Sauber-Ferrari            | 1:32.840  |           |           | 17          |
| 18                      | 11 | Sergio Pérez      | Force India-Mercedes      | 1:32.911  |           |           | 18          |
| 19                      | 20 | Kevin Magnussen   | Renault                   | 1:33.181  |           |           | PL1         |
| 20                      | 30 | Jolyon Palmer     | Renault                   | 1:33.438  |           |           | 20          |
| 21                      | 88 | Rio Haryanto      | MRT-Mercedes              | 1:34.190  |           |           | 21          |
| 22                      | 12 | Felipe Nasr       | Sauber-Ferrari            | 1:34.388  |           |           | 22          |
| 107 %-gränsen: 1:37.717 |    |                   |                           |           |           |           |             |
| Källor:                 |    |                   |                           |           |           |           |             |

Noteringar
- ^1  – Kevin Magnussen Startade loppet från depån som bestraffning, efter att ha misslyckats att stanna för en obligatorisk viktkontroll, och att teamet istället utförde arbete på bilen under fri träning.

### Huvudlopp
| Pos.    | No. | Driver            | Constructor               | Laps | Time/Retired | Grid | Pts. |
| ------- | --- | ----------------- | ------------------------- | ---- | ------------ | ---- | ---- |
| 1       | 6   | Nico Rosberg      | Mercedes                  | 57   | 1:33:34.696  | 2    | 25   |
| 2       | 7   | Kimi Räikkönen    | Ferrari                   | 57   | +10.282      | 4    | 18   |
| 3       | 44  | Lewis Hamilton    | Mercedes                  | 57   | +30.148      | 1    | 15   |
| 4       | 3   | Daniel Ricciardo  | Red Bull Racing-TAG Heuer | 57   | +1:02.494    | 5    | 12   |
| 5       | 8   | Romain Grosjean   | Haas-Ferrari              | 57   | +1:18.299    | 9    | 10   |
| 6       | 33  | Max Verstappen    | Toro Rosso-Ferrari        | 57   | +1:20.929    | 10   | 8    |
| 7       | 26  | Daniil Kvyat      | Red Bull Racing-TAG Heuer | 56   | +1 Lap       | 15   | 6    |
| 8       | 19  | Felipe Massa      | Williams-Mercedes         | 56   | +1 Lap       | 7    | 4    |
| 9       | 77  | Valtteri Bottas   | Williams-Mercedes         | 56   | +1 Lap       | 6    | 2    |
| 10      | 47  | Stoffel Vandoorne | McLaren-Honda             | 56   | +1 Lap       | 12   | 1    |
| 11      | 20  | Kevin Magnussen   | Renault                   | 56   | +1 Lap       | PL   |      |
| 12      | 9   | Marcus Ericsson   | Sauber-Ferrari            | 56   | +1 Lap       | 17   |      |
| 13      | 94  | Pascal Wehrlein   | MRT-Mercedes              | 56   | +1 Lap       | 16   |      |
| 14      | 12  | Felipe Nasr       | Sauber-Ferrari            | 56   | +1 Lap       | 21   |      |
| 15      | 27  | Nico Hülkenberg   | Force India-Mercedes      | 56   | +1 Lap       | 8    |      |
| 16      | 11  | Sergio Pérez      | Force India-Mercedes      | 56   | +1 Lap       | 18   |      |
| 17      | 88  | Rio Haryanto      | MRT-Mercedes              | 56   | +1 Lap       | 20   |      |
| Ret     | 55  | Carlos Sainz, Jr. | Toro Rosso-Ferrari        | 29   | Kollision    | 11   |      |
| Ret     | 21  | Esteban Gutiérrez | Haas-Ferrari              | 10   | Bromsar      | 13   |      |
| Ret     | 22  | Jenson Button     | McLaren-Honda             | 6    | Motorfel     | 14   |      |
| DNS     | 5   | Sebastian Vettel  | Ferrari                   | 0    | Motorfel     | —    |      |
| DNS     | 30  | Jolyon Palmer     | Renault                   | 0    | Hydraulik    | —    |      |
| Source: |     |                   |                           |      |              |      |      |

- Sebastian Vettel och Jolyon Palmer kvalificerade sig som 3:a respektive 19:e, men tog sig inte till startgriden; deras startpositioner lämnades tomma.

## Ställning i mästerskapet efter loppet
| Pos.   | Förare           | Poäng |
| ------ | ---------------- | ----- |
| 1 ▬    | Nico Rosberg     | 50    |
| 2 ▬    | Lewis Hamilton   | 33    |
| 3 ▲ 1  | Daniel Ricciardo | 24    |
| 4 ▲ 14 | Kimi Räikkönen   | 18    |
| 5 ▲ 1  | Romain Grosjean  | 18    |
| Källa: |                  |       |

| Pos.   | Konstruktör        | Poäng |
| ------ | ------------------ | ----- |
| 1 ▬    | Mercedes           | 83    |
| 2 ▬    | Ferrari            | 33    |
| 3 ▲ 1  | Red Bull-Tag Heuer | 30    |
| 4 ▼ 1  | Williams-Mercedes  | 20    |
| 5 ▬    | Haas-Ferrari       | 18    |
| Källa: |                    |       |

Notering: Endast de fem bästa placeringarna i vardera mästerskap finns med på listorna